# 5307 Paul-André
(5307) Paul-Andre, denumire internațională (5307) Paul-André, este un asteroid din centura principală de asteroizi.

## Descriere
5307 Paul-André este un asteroid din centura principală de asteroizi. A fost descoperit pe 30 decembrie 1980 la Stația Anderson Mesa de Edward L. G. Bowell. Asteroidul prezintă o orbită caracterizată de o semiaxă mare de 2,41 ua, o excentricitate de 0,12 și o înclinație de 7,1° în raport cu ecliptica.